# جورج كاربنتر
جورج كاربنتر (بالفرنسية: Georges Carpentier)‏ مواليد 12 يناير 1894 في ليفين، باد كاليه، فرنسا - الوفاة 28 أكتوبر 1975 في باريس، كان ملاكم فرنسي سابق صنّف ضمن فئة الوزن الثقيل.

## إحصائيات
خاض خلال مسيرته 109 نزالا، فاز في 88 وتعادل في 6 وخسر في 14. فاز بالضربة القاضية في 56 نزالا.

## روابط خارجية
- جورج كاربنتر على موقع IMDb (الإنجليزية)
- جورج كاربنتر على موقع الموسوعة البريطانية (الإنجليزية)
- جورج كاربنتر على موقع قاعدة بيانات الفيلم (الإنجليزية)
- جورج كاربنتر على موقع بوكس ريك (الإنجليزية) (registration required)